# あいか (プロレスラー)
あいか（1993年5月31日  - ）は、日本の元女子プロレスラー。埼玉県狭山市出身。本名は非公開。 我闘姑娘に所属していた。
2005年8月7日、きのこ、ひなたとともに小学生レスラーとしてデビュー。2007年4月28日、プロレスを卒業した。

## 来歴
さくらえみが開いていた体操教室の生徒から選抜された小学生ユニット「さくらえび☆きっず」の初代メンバー。元々はさくらえみの入場に併せて一緒に踊るユニットで、2003年5月11日、横浜アリーナの全日本女子プロレス創立35周年記念大会第一試合が初登場である。
2004年5月5日、NEO女子プロレス・後楽園ホール大会で行われていた我闘姑娘提供試合のスペシャルエキシビジョンに登場。10月31日の我闘姑娘旗揚げ戦・新木場1stRING大会では第5試合のハンディキャップマッチに「さくらえび☆きっず」として登場。ゆうき、ひなた、まき（後のきのこ）、松尾永遠と組んで元気美佐恵と戦った。
2005年5月1日の我闘姑娘・板橋グリーンホール大会第4試合であいかを含むきっず10人とさくらえみが戦うイリミネーションマッチが行われ、最後は高橋李佳がさくらを破り4人残りで勝利。
2005年8月7日の我闘姑娘・北沢タウンホール大会第3試合でひなた、きのこと組み、さくらえみ、春日萌花を相手のハンディキャップタッグマッチでデビュー。デビュー時は小学六年生だった。きのこが、ジャックナイフ固めで春日を破り、勝利した。
2006年2月4日、NEO女子プロレス・板橋グリーンホール大会で、元気美佐恵vsさくらえみのアイアンマンヘビーメタル級王座タイトルマッチで元気が勝利。そのまま乱入した春日萌花の不意打ちからのピンフォールを元気は返したが、さらにセコンドの我闘姑娘勢が乱入。全員のストンピングからあいかがコーナーポストからのダイビングボディプレスを元気に浴びせ、全員でフォール。あいかが第222代王者に輝いた。その後春日は2回ピンフォールを狙うがいずれも返し、2度の防衛に成功する。我闘姑娘所属レスラーとして初めてのタイトルとなった。
2月12日の我闘姑娘・板橋グリーンホール大会第2試合、春日萌花1周年記念試合で春日の挑戦を受け、0分58秒、ジャーマン・スープレックスで勝利し王座3度目の防衛に成功。物足りないあいかは第3試合のひかりデビュー戦5WAYイリミネーション・マッチにも出場し、きのこを押さえ込んで4度目の防衛に成功している。メインイベント終了後、一度も勝てない春日を詰る皆を前に、「私たちの世代がガトクーをひっぱっていく」と下克上宣言をした。
3月25日の我闘姑娘・新木場1stRING大会「我闘姑娘 プロレス少女達の野望vol.2〜我闘姑娘最強決定戦〜」は全戦アイアンマンヘビーメタル級王座が賭けられた。1st Stage全員参加バトルロイヤルできのこを破って勝ち抜けし、王座5度目の防衛に成功。続くトーナメントAブロック1回戦で石井美紀をジャーマン・スープレックスで破り、6度目の防衛に成功。しかしAブロック決勝で市井舞にヘッドバットで敗れ、7度目の防衛に失敗する。メインイベントのタッグマッチで市井を破って新王者になったさくらを強襲、ジャーマン・スープレックスで3カウントを取り、第225代王者に返り咲いた。続くさくらのエビ固めを返し、初防衛に成功。
4月29日の我闘姑娘・板橋グリーンホール大会で開催された第2回ドロップキック・ロープワーク選手権では、ロープワークで優勝し、総合でも優勝した。第6試合のメインイベント終了後、ひかりに強襲され3カウントを赦し、2度目の防衛に失敗して王者を手放す。
2007年1月、我闘姑娘が解散しアイスリボンへ移籍。3月に旗揚げ戦でのプロレス卒業を発表した。
2007年4月28日、アイスリボン・横浜赤レンガ倉庫ホール大会「Future Star」旗揚げ戦で、ひなた、きのこと組みさくらえみ・石井美紀組と対戦。ジャーマン・スープレックスで石井美紀を破って勝利し、ひなたとともに引退した。

## 所属
- 我闘姑娘（2005年 - 2007年）

## 得意技
- ジャーマン・スープレックス[1]
- ドロップキック

## タイトル歴
DDTプロレスリング
- 第222代・第225代アイアンマンヘビーメタル級王座

## テレビ出演
- 『大阪ほんわかテレビ』（読売テレビ）2005年11月20日[9]
- 『プライスバラエティ ナンボDEなんぼ』（関西テレビ）2006年3月18日

## 雑誌掲載
※プロレス雑誌の試合レポート除く
- 「小学生女子プロレスラー!? さくらえび☆きっずデビュー」、『サイゾー』2005年10月号（2005年9月18日発売）、インフォバーン。
- 「「掟ポルシェの萌え萌え女々苑」第2回女子小学生レスラーズの巻」、『kamipro』No.93（2005年11月19日発売）、エンターブレイン。
- 「「小三アイドルクラブ」さくらえび☆きっず 小学生の女子プロレス選手に密着!」、『小学三年生』2006年1月号（2005年12月1日発売）、小学館。
- ロングインタビュー（『Lady'sゴング』vol.84（平成17年12月28日発売）、日本スポーツ出版社。）
- 「絶対格闘主義バトリズム(Round59) 女子小・中学生も参戦する人気急上昇女子プロレスを特集!!「我闘姑娘」」、『週刊少年チャンピオン』2006年5月4日(21)号、秋田書店。

## DVD
- あいか『史上最強中学生女子プロレスラー　常夏娘　我闘姑娘　あいか』（DVD）アストロシステムジャパン、2006年5月19日。
- 「我闘姑娘あいか」（『Lady'sゴング』vol.86（平成18年5月25日発売）付録、日本スポーツ出版社、2006年。